# 봉고빌
봉고빌(프랑스어: Bongoville)은 가봉 오트오고웨주의 도시로, 프랑스빌(오트오고웨 주의 주도) 동쪽에 위치한다. 원래 이름은 레와이(Lewai)였지만 가봉의 전직 대통령인 오마르 봉고가 태어난 도시인 점을 고려해서 지금과 같은 명칭으로 변경되었다. 바테케 고원(Bateke Plateau)의 서쪽에 위치해 있다.